# Samlafjorden
Samlafjorden er en del af Hardangerfjorden mellem kommunerne Kvam, Jondal, Granvin og Ullensvang i Vestland  fylke i Norge. Fjorden strækker sig fra Hissfjorden i vest og 30 kilometer mod nordøst til der hvor Utnefjorden og Granvinsfjorden begynder. Samlafjorden er mellem 1,7 og 7 km bred og flere steder over 800 m dyb. Normalt bliver fjorden inddelt  i Ytre og Indre Samlafjorden.
Norheimsund og Øystese ligger på nordsiden af Ytre Samlafjorden.